# کلپوره نمدی
 کلپوره(نام علمی: Teucrium polium) نام یک گونه از سرده مریم‌نخودی است.
در زبان لری به آن هلپه (Halpa) و در لری بختیاری به آن چز می‌گویند.
از خواص دارویی کلپوره در طب سنتی می‌توان به خوشبوکننده شکم و دهان در قالب جوشاندهٔ خشکیده آن و به کاربردن جوشانده آن برای تسکین درد به صورت مالیدن بر روی زخم اشاره کرد. برای شکم درد و دل پیچه نیز مصرف آن نافذ است.
همچنین از کلپوره برای رفع رسوب ته ظروف استفاده می‌شده است‌.